# Lixia
Lixia léase Li-Siá (en chino: 历下区, pinyin: Lìxià Qū) es un distrito urbano bajo la administración directa de la Subprovincia de  Jinan, capital provincial de Shandong , República Popular China. El distrito yace en una llanura con una altitud promedio de 78 m s. n. m., a los pies de la Montaña de los Mil Budas (千佛山) ubicada en el centro financiero de la ciudad. Lixia es sede de los poderes provinciales y por lo tanto centro político, económico y educativo de Jinan. Su área total es de 100 km², de los cuales 22 km² pertenecen a la zona rural y su población proyectada para 2010 fue de 754 136 habitantes.

## Administración
El distrito de Lixia se divide en 13 subdistritos.